# Abdilatif Abdalla
Abdilatif Abdalla (* 14. April 1946 in Mombasa, Britische Kronkolonie Kenia) ist ein kenianischer Poet, Publizist und Hochschuldozent. Abdalla gilt als einer der bekanntesten Swahili-Dichter der Gegenwart, seit 1995 lehrt Abdalla Swahili an der Universität Leipzig.

## Leben
Abdilatif Abdalla wurde 1946 in Mombasa geboren, wo er bei seinem Großvater Ahmad Basheikh bun Hussein, einem Dichter und Lehrer, aufwuchs. Abdalla besuchte die Grundschule in Faza, anschließend wechselte er zum British Tutorial College in Mombasa. Nach seiner Schulausbildung arbeitete Abdalla von 1963 bis 1968 als Buchhalter für den Stadtrat von Mombasa.
In den späten 1960er Jahren war Abdalla auch politisch tätig, unter anderem schrieb und veröffentlichte er die Flugschrift Kenya: Twendapi? (Kenia, wohin geht's?), um die oppositionelle Kenianische Volksunion (Kenya's People's Union, KPU) zu unterstützen. Im Zuge einer Verhaftungswelle und Zerschlagung der KPU wurde Abdalla am 20. Dezember 1968 festgenommen. Aufgrund von Verschwörung und Volksverhetzung wurde Abdalla für drei Jahre inhaftiert, zunächst im Kamiti Maximum Security Prison bei Nairobi, später im Shimo la Tewa Prision bei Mombasa. In seiner Haft schrieb Abdalla zahlreiche Gedichte, die später im Sammelband Sauti ya Dhiki erschienen.
Abdalla veröffentlichte seinen Sammelband nach Ende seiner Haft, für den er 1972 den Kenyatta-Literaturpreis erhielt. 1972 ging Abdalla ins Exil nach Tansania, wo er als Forscher am Institut für Swahili der Universität von Dar-es-Salaam arbeitete. Er betätigte sich auch publizistisch und gab die Zeitschrift Mulika heraus, außerdem veröffentlichte er zahlreiche Gedichte in tansanischen Zeitungen. 1979 zog Abdalla nach London, um dort beim Swahili-Dienst des BBC World Service zu arbeiten. Er schrieb und übersetzte unter anderem Nachrichtenmeldungen, zudem produzierte und moderierte er das wöchentliche Kunst- und Kulturprogramms „Utamaduni“. Von 1986 bis 1994 gab er zudem das Magazin Africa Events heraus, eine internationale, tagespolitisch und auf Afrika ausgerichtete Zeitschrift.
1995 zog Abdalla nach Leipzig, wo er seitdem als Lehrkraft für besondere Aufgaben Swahili am Institut für Afrikastudien der Universität Leipzig unterrichtet.